# Viktor Rasjnikov
Viktor Filippovitj Rasjnikov (ryska: Виктор Филиппович Рашников), född 13 oktober 1948, är en rysk företagsledare som är majoritetsägare och styrelseordförande för stålproducenten Magnitogorskij Metallurgitjeskij Kombinat. Den amerikanska ekonomitidskriften Forbes rankade honom som världens 197:e rikaste med en förmögenhet på 10,6 miljarder amerikanska dollar för den 1 januari 2021.
Rasjnikov avlade examen i tillverkning av metall vid Magnitogorskij Gosudarstvennyj Technitjeskij Universitet och ytterligare examen i ledarskap. 1998 avlade han en doktor i ingenjörsvetenskap.
1993 köpte han ishockeyklubben Metallurg Magnitogorsk som spelar sedan 2008 i Kontinental Hockey League (KHL). 2009 köpte Rasjnikov superyachten Ocean Victory från nederländska Feadship. 2014 köpte han en megayacht med samma namn som den första, den här gången från den italienska Fincantieri. 2016 sålde han sin superyacht till Ekvatorialguinea, som köpte den åt Teodoro Nguema Obiang Mangue, son till den sittande presidenten Teodoro Obiang Nguema Mbasogo.